# Chioninia fogoensis
Espèce
Synonymes
- Euprepes fogoensis O'shaughnessy, 1874
- Mabuya fogoensis (O'shaughnessy, 1874)

Statut de conservation UICN

 LC  : Préoccupation mineure
Chioninia fogoensis est une espèce de sauriens de la famille des Scincidae.

## Répartition
Cette espèce est endémique des îles du Cap-Vert.

## Étymologie
Son nom d'espèce, composé de fogo et du suffixe latin -ensis, « qui vit dans, qui habite », lui a été donné en référence au lieu de sa découverte : l'île de Fogo.

## Publication originale
- O'shaughnessy, 1874 : A description of a new species of Scincidae in the collection of the British Museum. Annals and magazine of natural history, sér. 4, vol. 13, p. 298-301 (texte intégral).